# Круглошовные мухи

Морфология головы Muscomorpha.
1-Язычок, 2-нижняя губа, 3-нижнечелюстной щупик, 4-верхняя губа, 5-подщека, 6-клипеус, 7-фронтоорбитальная область, 8-фронтоорбитальные щетинки, 9-внешние теменные щетинки, 10-внутренние теменные щетинки, 11-постоцеллярные щетинки (затеменные), 12-оцеллии, 13-глазковые щетинки, 14-сложные глаза, 15-дуговидный шов птилиниума, 16-усик, 17-ариста, 18-вибрисса

Круглошовные мухи (лат. Muscomorpha) — инфраотряд двукрылых из подотряда короткоусых (Brachycera). Включает подавляющую часть представителей подотряда, в том числе настоящих мух, мясных мух и оводов. Для личинок круглошовных мух характерна значительная редукция головной капсулы. Другая особенность представителей этой группы состоит в том, что при окукливании они остаются внутри линочной шкурки, которая выступает в роли защитной оболочки, называемой пупарием. Имаго покидает пупарий, разрывая его по круглому шву в передней части.

## Классификация
- Секция Aschiza
  - Надсемейство Phoroidea
    - Семейство Phoridae — Горбатки
    - Семейство Sciadoceridae
    - Семейство Ironomyiidae

  - Надсемейство Platypezoidea
  - Надсемейство Syrphoidea
- Секция Schizophora
  - Подсекция Acalyptratae
    - Надсемейство Conopoidea
    - Надсемейство Tephritoidea
    - Надсемейство Nerioidea
    - Надсемейство Diopsoidea
    - Надсемейство Sciomyzoidea
    - Надсемейство Sphaeroceroidea
    - Надсемейство Lauxanioidea
    - Надсемейство Opomyzoidea
    - Надсемейство Ephydroidea
    - Надсемейство Carnoidea

  - Подсекция Calyptratae
    - Надсемейство Muscoidea
    - Надсемейство Oestroidea
    - Надсемейство Hippoboscoidea